# Nová Ves nad Žitavou
Nová Ves nad Žitavou est un village de Slovaquie situé dans la région de Nitra.

## Histoire
Première mention écrite du village en 1355.

## Démographie

### Évolution de la population
| Année:               | 1994. | 2004.   | 2014.   | 2024.   |
| -------------------- | ----- | ------- | ------- | ------- |
| Nombre de personnes: | 1321  | 1273    | 1340    | 1392    |
| Différence:          |       | -3,63 % | +5,26 % | +3,88 % |

| Année:               | 2023. | 2024.   |
| -------------------- | ----- | ------- |
| Nombre de personnes: | 1391  | 1392    |
| Différence:          |       | +0,07 % |